# Histioea taperinhae
Histioea taperinhae är en fjärilsart som beskrevs av Max Wilhelm Karl Draudt 1931. Histioea taperinhae ingår i släktet Histioea och familjen björnspinnare. Inga underarter finns listade i Catalogue of Life.